# مسجد نكري سمبيلن
مسجد نكري سمبيلن هو مسجد الدولة في مدينة نكري سمبيلن، يقع المسجد بالقرب من حدائق بحيرة سيريمبان في ماليزيا.

## التاريخ
شيدت مسجد نكري سمبيلن في الفترة بين أعوام (1966 - 1967)، هندسة المسجد المعمارية هي مزيج من فن عمارة الحداثة والطراز المعماري في المينانغكابو .

## البناء
تم البدء في بناء مسجد نكري سمبيلن في عام 1966، وتبلغ الطاقة الاستيعابية للمسجد ما يصل إلى 3000 مصلي يمكن أن يملؤا المسجد في وقت واحد، أما أرض المسجد فقد تبرع بها من قبل حكومة الولاية لغرض بناء مسجد عليها، رسميا تم افتتاح المسجد من قبل بادوكا سيري توانكو يانغ في يوم الجمعة الرابع والعشرين من شهر نوفمبر عام 1967.

## وصلات خارجية
- موقع مسجد نكري سمبيلن على الخريطة
- البوم صور مسجد نكري سمبيلن